# UGC 8560
Arp 183 = UGC 8560 ist eine Spiralgalaxie im Sternbild Jagdhunde. Am einen Ende eines ihrer Arme befindet sich die Galaxie LEDA 1944566. Halton Arp gliederte seinen Katalog ungewöhnlicher Galaxien nach rein morphologischen Kriterien in Gruppen. Diese Galaxie gehört zu der Klasse Galaxien mit schmalen Filamenten.